# Martin Striebel

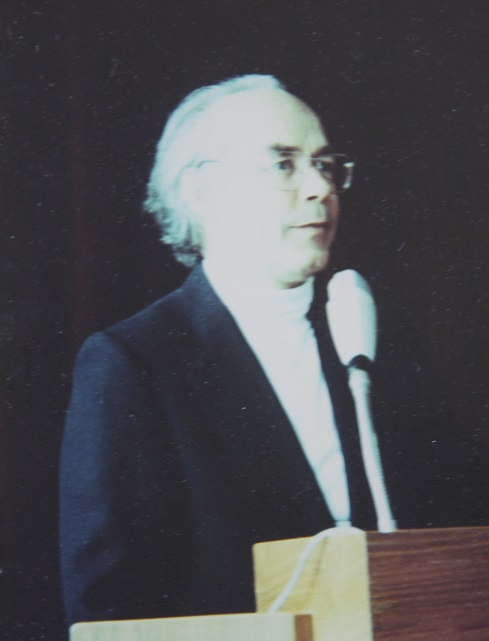

Martin Gotthilf Striebel (* 22. September 1929 in Geislingen an der Steige; † 4. November 2008 in Göppingen) war ein deutscher Kirchenmusiker, Kirchenliederdichter, Chorleiter und Pfarrer der Württembergischen Landeskirche.

## Leben
Martin Striebel entstammte einer Salacher Handwerkerfamilie. Nach einer Ausbildung zum Schreiner wurde er Diakon an der Karlshöhe Ludwigsburg, wo ihm aufgrund seiner musikalischen Begabung der Besuch der Hochschule für Kirchenmusik in Esslingen am Neckar ermöglicht wurde. Dort schloss er ein Studium der Kirchenmusik mit der B-Prüfung ab. 
Als Nachfolger von Hermann Stern bekleidete er ab 1959 für acht Jahre die Stelle des Landesjugendsingwarts der Evangelischen Landeskirche in Württemberg. In dieser Zeit wirkte er als Mitarbeiter und Herausgeber an verschiedenen Lieder- und Gesangbuchausgaben mit. Außerdem entstand neben einem Chorbuch für gemischte Stimmen auch eine Melodie zum Abendlied „Bevor die Sonne sinkt“. 
Ab 1968 wechselte Martin Striebel über den Zweiten Bildungsweg ins Pfarramt. Er versah den Dienst zunächst als Pfarrverweser in Hebsack und Rohrbronn, dann als Gemeindepfarrer in den württembergischen Kirchengemeinden Baiersbronn, Ostfildern-Parksiedlung und Roßwag.
Während der deutschen Teilung befand er sich in regem Austausch mit mitteldeutschen Kirchenmusikern, wie z. B. dem Eisenacher Kantor Herbert Peter.

## Familie
Martin Striebel war verheiratet mit der Kirchenmusikerin Dorothea Striebel, geb. Ziegler und ist Vater von vier Söhnen.

## Werke
- Liederbuch für die Jugend; Quell-Verlag Stuttgart, 1969 (Mitarbeit)
- Begleitsätze zum Liederbuch für die Jugend, II. Teil: Neue geistliche Lieder; Quell-Verlag Stuttgart, 1981 (Herausgeber)
- Ehre sei Gott, Chorbuch für gleiche Stimmen; Hänssler-Verlag Neuhausen-Stuttgart, 1972 (Herausgeber)
- Die Melodie von Martin Striebel / Kurt Schmid (1967) für das Abendlied Bevor die Sonne sinkt (nach einem Text von Christa Weiss / Kurt Rommel, 1965) ist in folgenden Gesangbüchern enthalten:
  - Gotteslob, Katholisches Gebet- und Gesangbuch, (GL 702); Schwabenverlag AG, Ostfildern, 1975
  - Singt und dankt, Beiheft '84 zum Evangelischen Kirchengesangbuch, (Nr. 728); Bärenreiter-Verlag Kassel, 1984
  - Gesangbuch der Evangelisch-reformierten Kirchen der deutschsprachigen Schweiz, (Nr. 606); Friedrich Reinhardt Verlag Basel und Theologischer Verlag Zürich, 1998

| Personendaten    | Personendaten                                                                |
| ---------------- | ---------------------------------------------------------------------------- |
| NAME             | Striebel, Martin                                                             |
| ALTERNATIVNAMEN  | Striebel, Martin Gotthilf                                                    |
| KURZBESCHREIBUNG | deutscher evangelischer Geistlicher, Kirchenmusiker und Kirchenliederdichter |
| GEBURTSDATUM     | 22. September 1929                                                           |
| GEBURTSORT       | Geislingen an der Steige                                                     |
| STERBEDATUM      | 4. November 2008                                                             |
| STERBEORT        | Göppingen                                                                    |